# 圣梅达尔昂雅勒
圣梅达尔昂雅勒（法語：Saint-Médard-en-Jalles，法語發音：[sɛ̃ medaʁ ɑ̃ ʒal]）是法国吉伦特省的一个市镇，属于波尔多区。

## 地理
圣梅达尔昂雅勒（44°53'44"N, 0°43'3"W）面积85.28 平方千米，位于法国新阿基坦大区吉倫特省，该省份为法国西南部沿海省份，是法國本土面积最大的省，北起滨海夏朗德省，西临大西洋，南至朗德省，东南接洛特-加龍省，东临多爾多涅省。
与圣梅达尔昂雅勒接壤的市镇（或旧市镇、城区）包括：圣欧班德梅多克、萨洛讷、勒唐普勒、圣让迪亚克、雅勒河畔马蒂尼亚斯、梅里尼亚克、勒阿扬、勒塔扬梅多克。

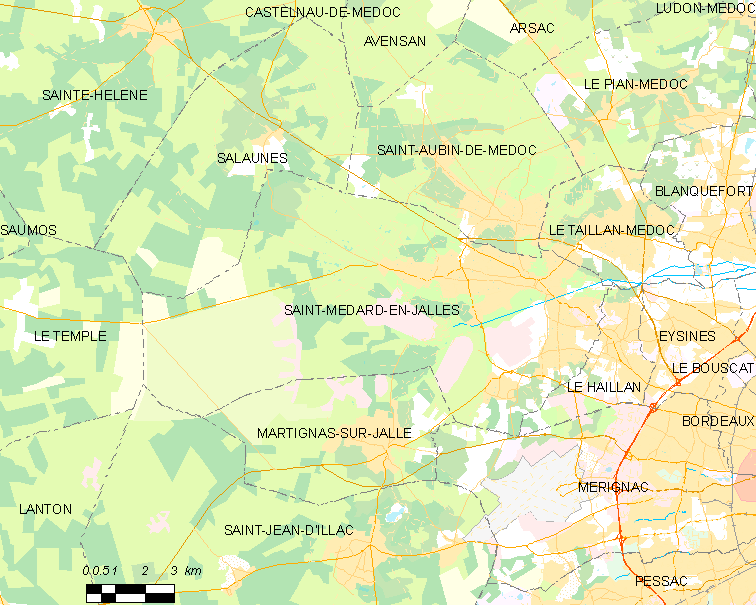
圣梅达尔昂雅勒的OSM定位图

圣梅达尔昂雅勒的时区为UTC+01:00、UTC+02:00（夏令时）。

## 行政
圣梅达尔昂雅勒的邮政编码为33160，INSEE市镇编码为33449。

## 政治
圣梅达尔昂雅勒所属的省级选区为圣梅达尔昂雅勒县。

## 人口

1962-2008年间圣梅达尔昂雅勒人口变化图示

圣梅达尔昂雅勒于2022年1月1日时的人口数量为32749人。